# Tubeufia pachythrix
Tubeufia pachythrix är en svampart som först beskrevs av Rehm, och fick sitt nu gällande namn av Rossman 1979. Tubeufia pachythrix ingår i släktet Tubeufia och familjen Tubeufiaceae.   Inga underarter finns listade i Catalogue of Life.